# Matthew Pennycook
Matthew Thomas Pennycook, né le 29 octobre 1982 à Hammersmith, est un homme politique britannique, membre du Parti travailliste (Labour).
Il est député pour Greenwich et Woolwich depuis 2015.
En juillet 2024, il est nommé ministre d'État au Logement et à l'Aménagement du territoire dans le gouvernement de Keir Starmer.

## Jeunesse
Pennycook est né le 29 octobre 1982 et est élevé dans une famille monoparentale dans le sud de Londres. Il fait ses études à la Beverley Boys Secondary School, une école polyvalente de New Malden, à Londres. Il rejoint le Parti travailliste à l'âge de dix-neuf ans.
Pennycook étudie l'histoire et les relations internationales à la London School of Economics, et obtient un baccalauréat ès arts (BA) de première classe. Il reçoit le prix de la bourse d'études CS MacTaggart pour la meilleure performance globale dans n'importe quel domaine. Il remporte ensuite une bourse pour fréquenter le Balliol College d'Oxford, où il étudie pour une maîtrise en philosophie (MPhil) en relations internationales.

## Début de carrière
Alors qu'il est encore étudiant, il se porte volontaire pour le Child Poverty Action Group et travaille avec la directrice générale de l'époque, Kate Green, qui devient députée travailliste. Avant de devenir député lui-même, Pennycook travaille pour un certain nombre d'organisations caritatives et bénévoles, notamment au Fair Pay Network et à la Resolution Foundation, où il dirige des questions relatives à la réforme de l'aide sociale, aux bas salaires et à la pauvreté au travail.
Pennycook est conseiller travailliste de Greenwich West de 2010 à 2015, démissionnant en mars 2015 juste avant les élections générales. Il est également administrateur de Greenwich Housing Rights et directeur d'école à l'école primaire James Wolfe de West Greenwich. Il écrit plusieurs articles pour The Guardian sur la nécessité d'un salaire minimal au Royaume-Uni et siège au conseil consultatif de la Living Wage Foundation.

## Carrière parlementaire
En novembre 2013, il est choisi comme candidat officiel du parti travailliste pour Greenwich et Woolwich, le député sortant, Nick Raynsford prenant sa retraite.
En mai 2015, il conserve le siège au parti travailliste avec une majorité de 11 946 voix et une part de 52,2% des voix sur un taux de participation de 63,7%, une augmentation de 3% par rapport à la précédente majorité de Nick Raynsford cinq ans plus tôt. Il prononce son premier discours à la Chambre des communes lors d'un débat sur l'économie le 4 juin 2015.
Lors de l'élection à la direction après la défaite du Labour aux élections générales de 2015, Pennycook soutient Yvette Cooper et pour la direction adjointe, sa préférence va à Tom Watson. Il soutient Sadiq Khan dans la campagne de sélection du candidat à l'élection du maire de Londres en 2016.
En juillet 2015, Pennycook devient membre du comité spécial sur l'énergie et le changement climatique. Il est secrétaire privé parlementaire du ministre d'État fantôme chargé du logement, John Healey à partir de 2015, démissionnant de son poste en juin 2016.
Il est l'un des 161 députés travaillistes qui soutiennent Owen Smith dans sa campagne infructueuse à la direction du Parti travailliste pour remplacer Jeremy Corbyn en septembre 2016.
Pennycook fait campagne en faveur du vote «Rester» pour le référendum de 2016 sur l'adhésion à l'UE et sa circonscription de Greenwich et Woolwich vote à 64% pour rester. Après l'annonce des résultats du référendum, Pennycook est nommé l'un des ministres fantômes du Brexit en octobre 2016 et, conformément au whip du parti travailliste, vote pour le projet de loi déclenchant l'article 50,. En septembre 2019, il démissionne de son poste de ministre fantôme du Brexit afin de faire campagne activement en faveur de la tenue d'un deuxième référendum et sans équivoque pour que le Royaume-Uni reste dans l'UE.
Pennycook est nommé ministre de l'ombre pour le changement climatique, après la victoire de Keir Starmer aux élections à la direction du Parti travailliste de 2020.
Il devient ministre d’État au ministère du Logement et du gouvernement local, dans le gouvernement Starmer, le 6 juillet 2024.